# Alain Darborg
Alain Darborg, född 12 maj 1981 i Lund, är en svensk filmregissör och manusförfattare. Darborg är även skateboardåkare och som ung deltog han bland annat i Etnies European Open i Malmö 21–23 april 2000. 

## Biografi
Darborg har läst medieprogrammet och tre fristående filmkurser vid Högskolan i Skövde. 2004 började han studera regi vid TV-institutet i Göteborg.
Hans kortfilm George deltog i Novellfilmstävlingen 2008 och har visats på flera festivaler och SVT.
Darborg var 2014–2017 gift med Susanne Thorson.

## Filmografi
- Färsk Frukt
- Ett skjul av furu trä (Novellfilm)
- Felicia (Kortfilm)
- George (Novellfilm)
- Morgonsoffan (TV-serie)
- Högklackat (TV-serie)
- Snutar (TV-serie)
- 2013 – Inkognito (TV-serie)[4]
- Biciklo-Supercykeln (TV-serie)
- Karsten Torebjer - Psychic medium (TV-serie)
- Jönssonligan – Den perfekta stöten (Långfilm)
- Alex (TV-serie)
- Alex 2 (TV-serie)
- Red Dot (långfilm)
- Paradis City (TV-serie)
- 2025 – Åremorden (TV-serie)
- 2026 – Skurkarnas skurk